# Leszek Kowal
Leszek Kowal - krakowski basista, występował m.in. w zespołach The Cooks, Monkey Business, Krakowska Grupa Bluesowa oraz Homo Twist, z którym nagrał pierwszą płytę Cały ten seks.